# Meios de comunicação
Meios de comunicação refere-se ao instrumento ou à forma de conteúdo utilizados para a realização do processo comunicacional. Quando referente a comunicação de massa, pode ser considerado sinônimo de mídia. Entretanto, outros meios de comunicação, como o telefone, não são maciços e sim individuais (ou interpessoais).
- Escrita: jornais, revistas, livros e banda desenhada.
- Sonora: telefone, rádio, podcast.
- Audiovisual: televisão, cinema e animação.
- Multimídia: videojogos e CD-ROM.
- Hipermídia: internet, TV digital e NTICs, que aplicam a multimídia (diversos meios simultaneamente, como escrita e audiovisual) em conjunto com a hipertextualidade (caminhos não-lineares de leitura do texto).

## Evolução
O início da comunicação humana através de canais artificiais, ou seja, não através da vocalização ou gestos, remonta às pinturas rupestres antigas, aos mapas e à escrita. O Império Aquemênida desempenhou um papel importante no campo da comunicação. Eles criaram o que poderia ser descrito como o primeiro sistema postal, o que é dito ter sido desenvolvido pelo xá aquemênida Ciro, o Grande (c. 550 a.C.), após a conquista da Média. O papel do sistema como um aparato de inteligência para recolha de informação é bem documentado. O serviço foi mais tarde chamado angariae, um termo que passou a ser aplicado para um sistema fiscal. O Antigo Testamento (Ester, VIII), faz referência a este sistema: Assuero, rei de Medos, usou correios para comunicar suas decisões.
A palavra comunicação deriva da raiz latina communicare. O Império Romano também concebeu o que poderia ser descrito como um sistema postal, a fim de centralizar o controle do império. Isto permitiu que cartas pessoais e oficiais reunissem o conhecimento sobre eventos em suas mais distantes províncias.
A adoção de um meio de comunicação dominante foi importante o suficiente para que os historiadores tenham dividido a história da civilização em "idades", segundo o meio mais amplamente utilizado. Um livro intitulado Five Epochs of Civilization, de William McGaughey (Thistlerose, 2000), divide a história nas seguintes etapas: a escrita ideográfica produziu a primeira civilização; a escrita alfabética, a segunda; a impressão, a terceira; o registro e difusão elétricos, a quarta; e a comunicação por computador, a quinta civilização. A mídia afeta o que as pessoas pensam sobre si mesmas e como elas percebem as outras pessoas. O que pensamos sobre nossa auto-imagem e que imaginamos que os outros deveriam ser, vem através da mídia.
Embora se possa argumentar que essas "épocas" são apenas uma teoria de um historiador, a comunicação digital por computador mostra evidências de mudar concretamente a forma como os seres humanos se organizam. As últimas tendências em comunicação, denominada smartmobbing, envolve a organização local através de dispositivos móveis, permitindo a comunicação eficiente na forma muitos-para-muitos e a criação de redes sociais.

## Mídia eletrônica
No último século a revolução no setor das telecomunicações alterou profundamente a comunicação, proporcionando novos meios de comunicação de longa distância. A primeira transmissão transatlântica de rádio em duas vias ocorreu em 1906 e levou ao desenvolvimento da comunicação comum por suportes analógicos e digitais.
As telecomunicações analógicas incluem a telefonia tradicional, o rádio e a TV. As telecomunicações digitais permitem a comunicação mediada por computador, a telegrafia e redes de computadores. Os meios de comunicação modernos permitem agora intensas trocas de longa distância entre grandes números de pessoas (correio eletrônico, fóruns de internet e entrega à distância). Por outro lado, muitos meios de difusão tradicionais e meios de comunicação de massa favorecem a forma de comunicação um-para-muitos (televisão, cinema, rádio, jornais, revistas).

## Impacto social
A tecnologia da mídia tem tornado a comunicação cada vez mais fácil. Hoje as crianças são incentivadas a utilizar meios de comunicação na escola e devem ter uma compreensão geral das diversas tecnologias disponíveis. A internet é sem dúvida uma das ferramentas mais eficazes na mídia de comunicação. Ferramentas como o correio eletrônico, o (extinto) MSN, Facebook, WhatsApp, Twitter, Instagram etc, tornaram as pessoas mais próximas e criaram novas comunidades online. No entanto, alguns podem argumentar que certos tipos de mídia podem dificultar a comunicação face-a-face e, portanto, podem resultar em complicações como a fraude de identidade.
Numa sociedade largamente consumista, os meios eletrônicos (como a TV) e a mídia impressa (como jornais) são importantes para a distribuição da mídia de propaganda. As sociedades mais tecnologicamente avançadas têm acesso a bens e serviços através de meios de comunicação mais novos que as sociedades menos avançadas tecnologicamente.
A mídia, através dos meios de comunicação e psicologia, ajudou a interligar diversas pessoas de longe e de perto. Também contribuiu para os negócios online e outras atividades que têm uma versão on-line. Todos os meios destinados a afetar o comportamento humano são iniciados através da comunicação e o comportamento esperado tem fundamento na psicologia. Portanto, a compreensão da psicologia dos meios de comunicação e da mídia é fundamental para a compreensão dos efeitos sociais e individuais da mídia. O campo em expansão da psicologia dos meios de comunicação e da mídia combina estas disciplinas estabelecidas de uma forma inovadora.
As mudanças no timing baseadas na inovação e na eficiência podem não ter uma correlação direta com a tecnologia. A revolução da informação é baseada em avanços modernos. Durante o século XIX o boom da informação surgiu através dos avanços nos sistemas postais, o aumento na acessibilidade aos jornais, assim como da fundação das escolas modernas. Estes avanços foram apenas possíveis porque aumentou o número de pessoas alfabetizadas e educadas. A metodologia da comunicação, contudo, mudou e dispersou-se em várias direções conforme os motivos do seu impacto sociocultural. O chamado "efeito sociopsicomidiático", cunhado pela mídia e pelo psicólogo Bernard Luskin, aplica-se às implicações socioculturais dos meios de comunicação na sociedade e no comportamento humano.

## Bons exemplos de impacto social da mídia
Os meios de comunicação permitem ações de impacto social significativos. A publicidade de utilidade pública é um bom exemplo desse tipo de ação. A Editora Mol é outro bom exemplo com suas publicações de renda revertida. Os projetos dessa editora, como a Revista Sorria, por exemplo, seguem um modelo de negócios bastante interessante que, ao mesmo, a tornam uma empresa sustentável economicamente e capaz de reverter renda a organizações não governamentais sérias, como o Graacc. Aliás, o projeto da Revista Sorrir, por exemplo, consegue reverter mais renda do que seria possível apenas por meio do pedido direto de apoio financeiro às instituições para uma determinada causa, como explica a criadora do projeto Roberta Faria em entrevista à Veja.

## Processo de comunicação
O processo de comunicação é composto de três etapas subdivididas e, por definição, um meio de comunicação deve compreender todos os elementos desse processo:
1. Emissor: é a pessoa que pretende comunicar uma mensagem, pode ser chamada de fonte ou de origem.
a) Significado: corresponde à ideia, ao conceito que o emissor deseja comunicar.
b) Codificador: é constituído pelo mecanismo pelo qual a mensagem é elaborada para que possa ser transmitida.
2. Mensagem: é a ideia em que o emissor deseja comunicar.
a) Canal: também chamado de veículo, é o espaço situado entre o emissor e o receptor.
b) Ruído: é a perturbação dentro do processo de comunicação.
3. Receptor: é a etapa que recebe a mensagem, a quem é destinada.
a) Descodificador: é estabelecido pelo mecanismo auditivo para decifrar a mensagem, para que o receptor a compreenda.
b) Compreensão: é o entendimento da mensagem pelo receptor.
c) Regulamentação: o receptor confirmar a mensagem recebida do emissor, representa a volta da mensagem enviada pelo emissor (feedback).

## Tipos de comunicação
A comunicação é um processo pelo qual a informação é codificada e transmitida por um emissor a um receptor por meio de um canal ou médio prazo.
A comunicação é, portanto, um processo pelo qual nós atribuímos e transmitimos significado em uma tentativa de criar entendimento compartilhado.
Na organização existe um vasto emaranhado de redes de comunicação.
Estas, sob diversas formas e em diferentes direcções, percorrem a estrutura no seu conjunto:
- Comunicação pessoal/impessoal
- Comunicação descendente/ascendente/lateral/diagonal
- Comunicação escrita/comunicação oral

A comunicação não pode ser dissociada da sua relação custo/eficácia
Vivemos formas diferentes de comunicação, que expressam múltiplas situações pessoais, interpessoais, agrupais e sociais de conhecer, sentir e viver, que são dinâmicas, que vão evoluindo, modificando-se, modificando-nos e modificando os outros.
A comunicação aparente:
É um processo de "comunicação" onde as pessoas falam e respondem, sem prestarem verdadeiramente atenção ao outro e ao que ele está dizendo.
Cada um precisa "desabafar", ter alguém com quem conversar.
Se a necessidade é forte e de ambas as partes, a "comunicação" se transforma num diálogo animado, mas "de surdos", porque cada um fala de si, extravasa suas ideias, sentimentos, necessidades.
Comunicação superficial
É uma inteiração limitada, com trocas previsíveis sobre temas socialmente definidos e com limites preestabelecidos – culturalmente ou pelos grupos e indivíduos.
São trocas de mensagens sobre assuntos específicos e que não expõem muito a intimidade de cada um, por exemplo sobre futebol ou fofocas de pessoas ou artistas, em reuniões sociais, festas, bate-papos.
Fala-se animadamente, mas sem inteiração pessoal, sem revelar o eu profundo a não ser neste campo específico.
São processos úteis de manutenção dos vínculos dentro de um grupo ou comunidade, mas que pouco revelam dos indivíduos, porque eles se escondem, não querem se expor ou o fazem somente em outros espaços mais restritos.
A "comunicação" autoritária
É uma troca ou inteiração dentro de um sistema fechado, onde se expressam relações de poder, de dominação.
É uma troca desigual – em que um fala e o outro assente – baseada no poder econômico, político, intelectual ou religioso. É uma fala onde quem tem algum poder procura dominar o outro, impor seus pontos de vista, controlar.
O outro se transforma em "receptor", destinatário e só pode concordar com o emissor.

## Meio e Canal
Meio de Comunicação não se confunde com canal, que se refere ao aparato tecnológico utilizado para realizar o processo da comunicação, incluindo a transmissão de informação (geralmente, ideias humanas). Dependendo das características do meio utilizado, pode-se transmitir ou armazenar informação, ou ambos os processos.
Por exemplo:
- Fala, discurso, gestos, telefone;
- Stone scores, gravações de áudio e vídeo, discos rígidos;
- Papel, cartas;
- Meios de comunicação de massa: pronunciamentos, jornais, revistas, cinema, televisão, rádio, sítios, CDs, DVDs, videocassetes;
- Mídia interativa: jogos de computador, jogos online, videojogos, edutainment, televisão interativa;
- A Internet é um híbrido entre comunicação de massa e comunicação interpessoal;
- Em Arte, um meio significa o material e o suporte usados pelo artista: pintura, madeira, mármore, aço, etc.

Por metonímia, a indústria das empresas que produzem conteúdo de notícias e de entretenimento são geralmente denominadas "os média" ou "a mídia" (da mesma forma como a indústria de notícias é denominada "a imprensa"). No final do século XX, tornou-se lugar-comum este uso no singular ("A mídia é...") em lugar do tradicional plural; em Portugal, não obstante, é preferido o termo no plural, "os média" (concordando em número com o termo latino...).
Marshall McLuhan foi pesquisador famoso por ter dito (entre outras coisas), "O meio é a mensagem".